# Анъанси
Анъанси́ (кит. упр. 昂昂溪, пиньинь Áng'ángxī) — район городского подчинения городского округа Цицикар провинции Хэйлунцзян (КНР). Название района происходит от находившегося здесь раньше даурского селения Анаци.

## История
Изначально здесь было даурское селение Анаци («Охотничье поле»), чьё название китайцы произносили как «Анъанси». После строительства КВЖД территория, попавшая в состав Особого района Восточных провинций, стала развиваться, и в 1926 году здесь уже проживало 24 тысячи человек. После образования Маньчжоу-го эти земли вошли в состав уезда Лунцзян (龙江县). В 1946 году был образован уезд Лундун (龙东县), и его правление разместилось в этих местах. В 1948 году уезд Лундун вошёл в состав уезда Лунцзян, и эти места стали районом № 9 уезда Лунцзян, а в 1952 году были преобразованы в посёлок Анъанси. В 1954 году посёлок вошёл в состав Цицикара, став городским районом. В декабре 1958 года началось «движение за обобществление», районы были ликвидированы, а вместо них было создано 10 «народных коммун». В августе 1961 года из коммун опять были созданы районы, и район Анъанси был восстановлен.

## Административное деление
Район Анъанси делится на 4 уличных комитета (в городе Анъанси), 1 посёлок и 1 национальный посёлок.
| № | Название  | Название (кит.) | Статус          | Население чел. (2010) | На карте                         |
| - | --------- | --------------- | --------------- | --------------------- | -------------------------------- |
| 1 | Юйшутунь  | 榆树屯镇        | поселок         | 32975                 | 47°09′21″ с. ш. 123°53′06″ в. д. |
| 2 | Синьсин   | 新兴街道办事处  | уличный комитет | 15244                 | 47°09′31″ с. ш. 123°48′17″ в. д. |
| 3 | Шуйшиин   | 水师营满族镇    | нац.поселок     | 11304                 | 47°14′52″ с. ш. 123°59′28″ в. д. |
| 4 | Даобэй    | 道北街道办事处  | уличный комитет | 9312                  | 47°09′31″ с. ш. 123°48′17″ в. д. |
| 5 | Синьцзянь | 新建街道办事处  | уличный комитет | 8564                  | 47°09′31″ с. ш. 123°48′17″ в. д. |
| 6 | Линьцзи   | 林机街道办事处  | уличный комитет | 2710                  | 47°09′31″ с. ш. 123°48′17″ в. д. |

## Соседние административные единицы
Район Анъанси на западе граничит с районом Фулаэрцзи, на северо-западе — с Мэйлисы-Даурским национальным районом, на севере — с районом Лунша, на северо-востоке — с районом Тефэн, на востоке — с городским округом Дацин, на юге — с уездом Тайлай.